# Zápas na Letních olympijských hrách 1992 – muži, volný styl do 74 kg
Zápas ve volném stylu ve váhové kategorii do 74 kg probíhal na Letních olympijských hrách 1992 v Barcelonském Instituto Nacional de Educación Física de Cataluña. O medaile se utkalo celkem 18 zápasníků.

## Turnajové výsledky
Zápasníci jsou rozděleni do dvou skupin. Je aplikován systém na dvě porážky.
Legenda
- TO — Lopatkové vítězství
- SP — Vítězství pro převahu, 12 až 14 bodů rozdíl, poražený s body
- SO — Vítězství pro převahu, 12 až 14 bodů rozdíl, poražený bez bodů
- ST — Vítězství na technickou převahu, 15 bodů rozdíl
- PP — Vítězství na body, poražený s body
- PO — Vítězství na body, poražený bez bodů
- PA — Vítězství pro soupeřovo zranění
- DQ — Vítězství pro soupeřovu diskvalifikaci
- D2 — Oba zápasníci diskvalifikováni pro pasivitu, skóre 0-0
- DNA — Nenastoupil
- L — Porážky
- ER — Kolo vyřazení
- CP — Klasifikační body
- TP — Technické body

### Skupiny

#### Skupina A
| L      |                          | CP     | TP     |                          | L      |        |
| Kolo 1 | Kolo 1                   | Kolo 1 | Kolo 1 | Kolo 1                   | Kolo 1 | Kolo 1 |
| ------ | ------------------------ | ------ | ------ | ------------------------ | ------ | ------ |
| 0      | Pak Čang-sun (KOR)       | 3-1 PP | 8-2    | Alexander Leipold (GER)  | 1      |        |
| 1      | János Nagy (HUN)         | 1-3 PP | 2-4    | Gary Holmes (CAN)        | 0      |        |
| 1      | Romelio Salas (COL)      | 0-4 ST | 0-16   | Yoshihiko Hara (JPN)     | 0      |        |
| 1      | Barend Labuschagne (RSA) | 0-3 PO | 0-10   | Amír'rezá Chádem (IRI)   | 0      |        |
| 0      | Ioakim Vassiliadis (GRE) |        |        | Bye                      |        |        |
| Kolo 2 |                          |        |        |                          |        |        |
| 1      | Ioakim Vassiliadis (GRE) | 0-3 PO | 0-4    | Pak Čang-sun (KOR)       | 0      |        |
| 2      | Alexander Leipold (GER)  | 1-3 PP | 1-2    | János Nagy (HUN)         | 1      |        |
| 0      | Gary Holmes (CAN)        | 4-0 ST | 15-0   | Romelio Salas (COL)      | 2      |        |
| 0      | Yoshihiko Hara (JPN)     | 3-1 PP | 7-1    | Barend Labuschagne (RSA) | 2      |        |
| 0      | Amír'rezá Chádem (IRI)   |        |        | Bye                      |        |        |
| Kolo 3 |                          |        |        |                          |        |        |
| 0      | Amír'rezá Chádem (IRI)   | 3-1 PP | 4-2    | Ioakim Vassiliadis (GRE) | 2      |        |
| 0      | Pak Čang-sun (KOR)       | 3-0 PO | 5-0    | János Nagy (HUN)         | 2      |        |
| 1      | Gary Holmes (CAN)        | 1-3 PP | 2-4    | Yoshihiko Hara (JPN)     | 0      |        |
| Kolo 4 |                          |        |        |                          |        |        |
| 0      | Amír'rezá Chádem (IRI)   | 3-0 PO | 3-0    | Gary Holmes (CAN)        | 2      |        |
| 0      | Pak Čang-sun (KOR)       | 3-0 PO | 6-0    | Yoshihiko Hara (JPN)     | 1      |        |
| Kolo 5 |                          |        |        |                          |        |        |
| 1      | Amír'rezá Chádem (IRI)   | 1-3 PP | 1-2    | Pak Čang-sun (KOR)       | 0      |        |
| 1      | Yoshihiko Hara (JPN)     |        |        | DNA*                     |        |        |

* Diskvalifikován
| Zápasník                 | L | ER | CP |
| ------------------------ | - | -- | -- |
| Pak Čang-sun (KOR)       | 0 | -  | 15 |
| Amír'rezá Chádem (IRI)   | 1 | -  | 10 |
| Gary Holmes (CAN)        | 2 | 4  | 8  |
| János Nagy (HUN)         | 2 | 3  | 4  |
| Ioakim Vassiliadis (GRE) | 2 | 3  | 1  |
| Alexander Leipold (GER)  | 2 | 2  | 2  |
| Barend Labuschagne (RSA) | 2 | 2  | 1  |
| Romelio Salas (COL)      | 2 | 2  | 0  |
| Yoshihiko Hara (JPN)     | 1 | 4  | 10 |

#### Skupina B
| L      |                              | CP     | TP     |                              | L      |        |
| Kolo 1 | Kolo 1                       | Kolo 1 | Kolo 1 | Kolo 1                       | Kolo 1 | Kolo 1 |
| ------ | ---------------------------- | ------ | ------ | ---------------------------- | ------ | ------ |
| 1      | Lodoin Enkhbayar (MGL)       | 1-3 PP | 1-3    | Valentin Zhelev (BUL)        | 0      |        |
| 1      | Selahattin Yiğit (TUR)       | 1-3 PP | 3-5    | Magomed Salam Gadzhiev (EUN) | 0      |        |
| 0      | Krzysztof Walencik (POL)     | 3-0 PO | 8-0    | Kostas Eliadis (CYP)         | 1      |        |
| 1      | Milan Revický (TCH)          | 0-3 PP | 0-2    | Kenny Monday (USA)           | 0      |        |
| 0      | Haobi Sihalatu (CHN)         |        |        | Bye                          |        |        |
| Kolo 2 |                              |        |        |                              |        |        |
| 1      | Haobi Sihalatu (CHN)         | 1-3 PP | 2-4    | Lodoin Enkhbayar (MGL)       | 1      |        |
| 1      | Valentin Zhelev (BUL)        | 1-3 PP | 1-2    | Selahattin Yiğit (TUR)       | 1      |        |
| 0      | Magomed Salam Gadzhiev (EUN) | 3-1 PP | 4-3    | Krzysztof Walencik (POL)     | 1      |        |
| 2      | Kostas Eliadis (CYP)         | 0-4 TO | 1:16   | Milan Revický (TCH)          | 1      |        |
| 0      | Kenny Monday (USA)           |        |        | Bye                          |        |        |
| Kolo 3 |                              |        |        |                              |        |        |
| 0      | Kenny Monday (USA)           | 3-0 PO | 4-0    | Haobi Sihalatu (CHN)         | 2      |        |
| 1      | Lodoin Enkhbayar (MGL)       | 3-1 PP | 6-5    | Selahattin Yiğit (TUR)       | 2      |        |
| 2      | Valentin Zhelev (BUL)        | 1-3 PP | 2-3    | Magomed Salam Gadzhiev (EUN) | 0      |        |
| 1      | Krzysztof Walencik (POL)     | 3-0 PO | 1-0    | Milan Revický (TCH)          | 2      |        |
| Kolo 4 |                              |        |        |                              |        |        |
| 0      | Kenny Monday (USA)           | 3-0 PO | 6-0    | Magomed Salam Gadzhiev (EUN) | 1      |        |
| 2      | Lodoin Enkhbayar (MGL)       | 1-3 PP | 3-8    | Krzysztof Walencik (POL)     | 1      |        |
| Kolo 5 |                              |        |        |                              |        |        |
| 0      | Kenny Monday (USA)           | 3-0 PO | 2-0    | Krzysztof Walencik (POL)     | 2      |        |
| 1      | Magomed Salam Gadzhiev (EUN) |        |        | Bye                          |        |        |

| Zápasník                     | L | ER | CP |
| ---------------------------- | - | -- | -- |
| Kenny Monday (USA)           | 0 | -  | 12 |
| Magomed Salam Gadzhiev (EUN) | 1 | -  | 9  |
| Krzysztof Walencik (POL)     | 2 | 5  | 10 |
| Lodoin Enkhbayar (MGL)       | 2 | 4  | 8  |
| Valentin Zhelev (BUL)        | 2 | 3  | 5  |
| Selahattin Yiğit (TUR)       | 2 | 3  | 5  |
| Milan Revický (TCH)          | 2 | 3  | 4  |
| Haobi Sihalatu (CHN)         | 2 | 3  | 1  |
| Kostas Eliadis (CYP)         | 2 | 2  | 0  |

### Finále
|                          | CP               | TP               |                              |                  |
| Zápas o 9. místo         | Zápas o 9. místo | Zápas o 9. místo | Zápas o 9. místo             | Zápas o 9. místo |
| ------------------------ | ---------------- | ---------------- | ---------------------------- | ---------------- |
| Ioakim Vassiliadis (GRE) | DNA              |                  | Valentin Zhelev (BUL)        |                  |
| Zápas o 7. místo         |                  |                  |                              |                  |
| János Nagy (HUN)         | DNA              |                  | Lodoin Enkhbayar (MGL)       |                  |
| Zápas o 5. místo         |                  |                  |                              |                  |
| Gary Holmes (CAN)        | DNA              |                  | Krzysztof Walencik (POL)     |                  |
| Zápas o 3. místo         |                  |                  |                              |                  |
| Amír'rezá Chádem (IRI)   | 3-0 PO           | 1-0              | Magomed Salam Gadzhiev (EUN) |                  |
| Finálový zápas           |                  |                  |                              |                  |
| Pak Čang-sun (KOR)       | 3-0 PO           | 1-0              | Kenny Monday (USA)           |                  |

## Finálové pořadí
1. Pak Čang-sun (KOR)
2. Kenny Monday (USA)
3. Amír'rezá Chádem (IRI)
4. Magomed Salam Gadzhiev (EUN)
5. Krzysztof Walencik (POL)
6. Gary Holmes (CAN)
7. János Nagy (HUN)
8. Lodoin Enkhbayar (MGL)
9. Ioakim Vassiliadis (GRE)
10. Valentin Zhelev (BUL)